# SK Prometej
SK Prometeï (en ukrainien : СК Прометей) est un club de volley-ball féminin de Kamianske, dans l'oblast de Dnipropetrovsk (Ukraine).
Pendant la saison 2021-2021, le club déménage à Slobojanske, également dans l'oblast de Dnipropetrovsk. 
Le club est fondé en 2019. L'équipe est championne d'Ukraine en 2020-2021, remporte la Coupe d'Ukraine à deux reprises (en 2020-2021 et 2021-2022) et remporte la Super Coupe d'Ukraine à deux reprises (en 2020 et 2021).

## Histoire
Créé en 2019, le SK Prometeï est dirigé par le président Volodymyr Dubynskyi, la manager Maria Aleksandrova et l'entraîneur-chef Andriy Romanovych.  
Lors de la première saison, le club gagne une place dans la division la plus forte (Super League). Le premier match est joué à Zaporijia contre Orbita (3-0). Le premier groupe comprenait : Kateryna Dudnyk, Diana Melyushkina, Daria Drozd, Anastasia Gorbachenko, Victoria Delros, Angelina Mircheva, Anna Efremenko, Kateryna Tkachenko, Diana Frankevich, Lisa Kelly Ferreira, Raquel Lof Da Silva, Desislava Nikolova, Olena Napalkova et Daria Dudenok. Au championnat, l'équipe remporte 29 victoires avec une défaite contre Jytomyr "Polissya". L'équipe domine le classement, mais, en raison des restrictions de quarantaine, la compétition est suspendue sans déterminer le vainqueur. La deuxième défaite de la saison est subie en demi-finale de coupe par le « Khimika ».
Pour la saison suivante, Alla Politanska, Kateryna Silchenkova, Lora Kitipova (Bulgarie), Anna Kharchynska, Anastasia Kraiduba, Diana Frankevich, Dayami Sanchez (Cuba), Tatiana Rotar et Shara Venegas (Porto Rico) rejoignent l'équipe. En octobre, l'équipe remporte son premier titre, la Super Coupe d'Ukraine. Le match contre « Khimika » dure cinq sets, la joueuse la plus productive est Diana Melyushkina (22 points).

## Résultats
- Champion d'Ukraine (1) : 2021
- Vainqueur de la Coupe d'Ukraine (2) : 2021, 2022
- Vainqueur de la Super Coupe d'Ukraine (2) : 2020, 2021

## Composition
Composition du SK Prometeï pour la saison 2021/2022 :   
| Numéro | Nom et prénom        | Position                | Taille | Année de naissance | Hauteur attaques | Hauteur bloquer |
| ------ | -------------------- | ----------------------- | ------ | ------------------ | ---------------- | --------------- |
| 1      | Katerina Dudnik      | Finition                | 189    | 1995               | 310              | 290             |
| 2      | Diana Melushkina     | Verrouillage centralisé | 190    | 1996               | 310              | 295             |
| 3      | Bogdana Anisova ()   | Finition                | 190    | 1992               | 305              | 290             |
| 4      | Nasya Dimitrova      | Verrouillage centralisé | 187    | 1992               | 318              | 300             |
| 5      | Kateryna Silchenkova | Finition                | 185    | 1991               | 297              | 280             |
| 6      | Heidi Casanova (en)  | Diagonale               | 188    | 1998               | 320              | 305             |
| 7      | Laura Kitipova       | Passeur                 | 182    | 1991               | 290              | 270             |
| 8      | Adora Anaé           | Finition                | 185    | 1996               |                  |                 |
| 9      | Julia Gerasymova     | Verrouillage centralisé | 185    | 1989               |                  |                 |
| 11     | Anna Kharchynska     | Diagonale               | 190    | 2001               | 300              | 280             |
| 13     | Olga Geyko           | Passeur                 | 178    | 1988               | 285              | 265             |
| 14     | Alexandra Kutniakova | Libéro                  | 180    | 1997               | 260              | 240             |
| 15     | Zhana Todorova       | Libéro                  | 167    | 1997               | 257              | 240             |
| 18     | Marina Mazenko       | Verrouillage centralisé | 186    | 1998               | 295              | 275             |